# Іван Медек
Іван Медек (чеськ. Ivan Medek; 13 липня 1925, Прага — 6 січня 2010, Прага) — чеський журналіст, спочатку музикознавець, співробітник Чеського камерного оркестру та Чеської філармонії, музичний публіцист, теоретик і критик, Брат Мікулаша Медека.

## Життя

### Життя в Чехословаччині
Дитинство він провів у Національному пам'ятнику у Віткові, яким керував його батько Рудольф Медек. Закінчив початкову школу в Карліні, Академічну гімназію в Празі (чотири роки) та Празьку консерваторію, яку йому довелося кинути після перевороту в лютому 1948 року через ворожість до комуністичної партії та нового утворення.
Під час Празької весни він приєднався до Чехословацької народної партії з метою її реформування, і незабаром після вторгнення військ Варшавського договору до Чехословаччини з неї вийшов. Після 1969 року йому було заборонено публічну діяльність, а в січні 1977 року, після підписання Хартії 77 у грудні, був звільнений із Супрафонту. Потім він працював фельдшером у лікарні На Франтішку, а після чергового звільнення (знову ж таки з політичних міркувань) посудомийкою в ресторані «Pod Kinskou». Після низки допитів та нападів з боку Державної безпеки в 1978 році, коли його вивезли з Праги, оглушили і залишили в лісі, він емігрував до Австрії.

### Життя в еміграції
У Відні він підтримував контакти з дисидентськими колами в Чехословацькій Соціалістичній Республіці (Хартія 77, VONS), став кореспондентом «Голосу Америки» та співпрацював із «Вільною Європою» та іншими радіостанціями — BBC, Deutsche Welle, Radio Vatican. Він тісно співпрацював із мирянською католицькою асоціацією Анастаса Опаска Opus Bonum.
Після 1989 року був радником Чеської філармонії, радником міністра культури та головою Федеральної ради з питань радіомовлення та телебачення. У 1993—1996 роках працював в Канцелярії Президента Республіки Вацлава Гавела на посаді директора Департаменту внутрішньої політики, у 1996—1998 роках — керівником Управління (канцлером).
З 1991 року — кавалер ордена Томаша Ґарріґа Масарика. У 1999 році нагороджений медаллю «За заслуги». У 2008 році він отримав премію журналіста імені Фердинанда Пероутки.
Його фейлетони можна було почути в ефірі Радіо Класик FM і чеської редакції ВВС.
Він помер 6 січня 2010 року і був похований на Бржевновському кладовищі.

## Твори
- MEDEK, Ivan. Hádejte 10x. [s.l.]: Panton, 1968. 46 s.
- MEDEK, Ivan. Jak to vidím. Praha: Vyšehrad, 2003. 123 s. ISBN 80-7021-585-2.
- MEDEK, Ivan. O čem přemýšlím. Praha: Bonaventura, 2004. 85 s. ISBN 80-85197-39-1.
- MEDEK, Ivan. Děkuji, mám se výborně. Praha: Torst, 2005. 136 s. ISBN 80-7215-245-9.
- MEDEK, Ivan; KOTYK, Petr. Malinký peníz na jeden telefonát do nového života. České Budějovice: Karmášek, 2010. 44 s. ISBN 978-80-87101-20-9.